# Font del Carrer del Mig
La font del Carrer del Mig és una construcció dins del nucli urbà de la població de Camallera, al bell mig del terme, davant de l'ajuntament i la plaça de la Vila. Està construïda a la cantonada entre els carrers del Mig i el de la Talaia. Conjunt força restituït format per la font, un pou i un bassi de pedra de planta rectangular, que recull l'aigua mitjançant una pica de pedra també restituïda. El pou està format per un petit cos de planta quadrada, amb l'extrem de llevant circular. La coberta presenta teulada de dues vessants bastida amb maons i el parament és de pedra desbastada. L'obertura és rectangular i està enreixada, amb el parament arrebossat. Està coronada amb un frontó triangular i presenta una part del parament inferior bastit amb maons, mentre que la resta es troba arrebossada. A l'interior, el pou és circular i està bastit amb maons disposats a pla. A la coberta que presenta el pou, a manera de frontó, es pot apreciar una placa commemorativa de la inauguració de l'obra: "R. IMBERT PUIGFERRER CONSTRUCTOR FIGUERAS 1927".